# Барриос, Майкл
Майкл Давид Барриос Пуэрта (исп. Michael David Barrios Puerta; род. 21 апреля 1991, Барранкилья, Колумбия) — колумбийский футболист, нападающий клуба «Америка Кали».

## Клубная карьера
Барриос начал карьеру в клубе «Униаутонома». 7 мая 2011 года в матче против «Форталесы» он дебютировал в колумбийской Примере B. 17 июля в поединке против «Университарио Попаян» Майкл сделал дубль забив свои первые голы за клуб. В 2013 году он помог команде выиграть первенство второго дивизиона и выйти в элиту. 25 января в матче против «Депортес Толима» Барриос дебютировал в Кубке Мустанга.
20 февраля 2015 года Барриос подписал контракт с клубом MLS «Даллас». В главной лиге США он дебютировал 7 марта в матче стартового тура сезона 2015 против «Сан-Хосе Эртквейкс», заменив на 75-й минуте Райана Холлингзхеда. 4 июля в поединке против «Нью-Инглэнд Революшн» он забил свой первый гол в MLS. 26 марта 2016 года в матче против «Ди Си Юнайтед» Барриос оформил дубль, за что был назван игроком недели в MLS. 6 июля 2017 года он переподписал контракт с «Далласом» до конца сезона 2019 с опциями продления на сезоны 2020 и 2021. В апреле 2018 года Барриос получил грин-карту и в MLS перестал считаться иностранным игроком. 28 июля 2018 года в матче против «Спортинга Канзас-Сити» он оформил хет-трик. С 19 июня 2016 года по 4 мая 2019 года Барриос сыграл в 96-ти матчах MLS подряд, что стало пятой длиннейшей серией в истории лиги. За шесть сезонов в «Далласе» он провёл 211 матчей во всех турнирах, забил 37 голов и отдал 48 голевых передач.
13 января 2021 года Барриос перешёл в «Колорадо Рэпидз» в обмен на место иностранного игрока, также клубы обменялись пиками первого раунда Супердрафта MLS. За «Рэпидз» он дебютировал 17 апреля в матче стартового тура сезона 2021 против своего бывшего клуба «Даллас». 22 мая в матче против «Лос-Анджелеса» он забил свой первый гол за «Рэпидз». 2 декабря Барриос продлил контракт с «Колорадо Рэпидз» на один год, до конца сезона 2022, с опцией на сезон 2023.
3 августа 2023 года Барриос был обменян в «Лос-Анджелес Гэлакси» на пик первого раунда Супердрафта MLS 2024 и условные $50 тыс. в общих распределительных средствах в сезоне 2024, выплачиваемые при достижении им определённых показателей. За «Гэлакси» он дебютировал 26 августа в матче против «Чикаго Файр», отыграв девять минут после выхода на замену вместо Дугласа Косты. 24 сентября в матче против «Остина» он забил свой первый гол за «Гэлакси». По окончании сезона 2023 срок контракта Барриоса с «Лос-Анджелес Гэлакси» истёк.
4 января 2024 года Барриос подписал контракт с «Америкой» из Кали.

## Достижения
Командные
 «Даллас»
- Обладатель Supporters’ Shield: 2016
- Обладатель Открытого кубка США: 2016